# Musikjahr 1861
Liste der Musikjahre

◄◄ | ◄ | 1857 | 1858 | 1859 | 1860 | Musikjahr 1861 | 1862 | 1863 | 1864 | 1865 | ► | ►►

Weitere Ereignisse
Dieser Artikel behandelt das Musikjahr 1861.

## Ereignisse

### Neukompositionen
- Sommer: Der junge böhmische Komponist Antonín Dvořák komponiert sein erstes Werk, das Quintett a-Moll für 2 Violinen, 2 Violen und Violoncello op.1, das jedoch erst 1921 erstmals aufgeführt wird.
- Sommer: Richard Wagner komponiert in Paris das Klavierstück Ankunft bei den schwarzen Schwänen, das er Mélanie Renouard de Bussière widmet.

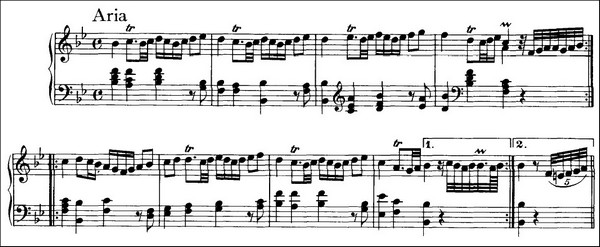
Thema in der Fassung von Johannes Brahms

- 00. September: Johannes Brahms komponiert in Hamburg-Hamm Variationen und Fuge über ein Thema von Händel. Außerdem entstehen die Werke Variationen über ein eigenes Thema op. 21/1 und Variationen über ein ungarisches Lied op. 21/2.
- Franz Liszt vollendet den ersten seiner Mephisto-Walzer und vertont Heinrich Heines Gedicht Die Lore-Ley ein zweites Mal.
- Johann Strauss (Sohn) komponiert den „musikalischen Scherz“ Perpetuum Mobile (Uraufführung: 4. April). Der Komponist bringt außerdem noch folgende Werke heraus: Thermen (Walzer) op. 245; Grillenbanner (Walzer) op. 247; Wahlstimmen (Walzer) op. 250; Klangfiguren (Walzer) op. 251; Dividenden (Walzer) op. 252; Schwärmereien (Walzer) op. 253; Rokonhangok (Polka) op. 246; Camelien-Polka op. 248; Hesperus-Polka op. 249; Secunden-Polka op. 258; Furioso-Polka op. 260 (Uraufführung: 14. September); Neue Melodien-Quadrille op. 254; St. Petersburg (Quadrille) op. 255 und die Chansonette-Quadrille op. 259.
- Luisa T. Clare vertont das Gedicht The Song of the Western Men von Robert Stephen Hawker, die inoffizielle Hymne von Cornwall.
- François Benoist komponiert die Messe à 4 voix, orgue et orchestre.
- Anton Grigorjewitsch Rubinstein veröffentlicht Rusalka ein Werk für Frauenchor und Orchester/Klavier op. 63
- Hermann Goetz schreibt sein Klavierkonzert Nr. 1 Es-Dur.
- François Bazin komponiert seine Oper Marianne.

### Uraufführungen

#### Instrumentalmusik
- 09. November: Im Rahmen einer Konzerttournee durch Deutschland und die Niederlande führt Bedřich Smetana die von ihm im September in Prag komponierte Konzertetüde für Klavier solo in gis-Moll Na břehu mořském – Vzpomínka (Am Seegestade – eine Erinnerung) erstmals auf.
- Ferdinand David: Streichsextett op. 38
- Franz Lachner bringt seine Orchestersuite Nr. 1 d-Moll op. 113 zur Uraufführung.
- Die Konzertouvertüre Hamlet op. 37 von Niels Wilhelm Gade erlebt 1861 ihre erste Aufführung.

#### Vokalmusik
- Johannes Brahms – Vier Gesänge für Frauenchor op. 17
- Anton Bruckner:
  - Die Motette Ave Maria, WAB 6 wird am 12. Mai 1861 als Offertorium einer Messe im Alten Dom, Linz uraufgeführt.
  - Die Motette Afferentur regi, WAB 1 wird im Stift St. Florian am Festtag der St. Lucia, dem 13. Dezember 1861, uraufgeführt.
  - Die Elegie für Männerchor Am Grabe, WAB 2 wird bei der Beerdigung von Josephine Hafferl am 11. Februar 1861 aufgeführt.
  - Das weltliche Chorwerk Du bist wie eine Blume, WAB 64 komponiert er am 5. Dezember 1861.
- César Franck: Messe à trois voix (Messe für drei Stimmen) op. 12, FWV 61, Uraufführung am 2. April in Ste-Clotilde in Paris

#### Musiktheater
- 01. Januar: Die Oper Verbum nobile von Stanisław Moniuszko auf ein Libretto von Jan Chęciński hat in Warschau ihre Uraufführung und wird mit Begeisterung aufgenommen.
- 05. Januar: Die Uraufführung der nur 50 Minuten dauernden Operette Le Chanson de Fortunio von Jacques Offenbach auf ein Libretto von Hector Crémieux und Ludovic Halévy am Théâtre des Bouffes-Parisiens in Paris hat einen derartigen Erfolg, dass das Publikum mit seinem Applaus eine komplette Wiederholung erzwingt.
- 16. Januar: Am Théâtre-Lyrique auf dem Boulevard du Temple in Paris erfolgt die Uraufführung der Oper La Madone von Louis Lacombe.
- 25. Januar: Die Opéra-comique  Les Musiciens de l'orchestre von Léo Delibes und Aristide Hignard auf ein Libretto von Philippe-Auguste Pittaud de Forges hat ihre Uraufführung am Théâtre des Bouffes-Parisiens in Paris.
- 15. Februar: Zwei Jahre nach der Uraufführung in Paris findet in Darmstadt die deutsche Erstaufführung der Oper Faust von Charles Gounod nach Johann Wolfgang von Goethes Drama Faust. Eine Tragödie. statt. Auch hier feiert sie einen großen Erfolg.
- 28. Februar: Die Oper The Amber Witch von William Vincent Wallace nach dem Roman Maria Schweidler, die Bernsteinhexe von Wilhelm Meinhold wird an Her Majesty’s Theatre am Londoner Haymarket uraufgeführt. Die Titelrolle singt dabei die Sopranistin Helen Lemmens-Sherrington.
- 09. März: Die Uraufführung der Oper Bánk-Bán von Ferenc Erkel erfolgt in Pest.
- 23. März: Die Operette Le pont des soupirs (Die Seufzerbrücke) von Jacques Offenbach hat ihre Uraufführung in Paris. Das Stück mit dem Libretto von Hector Crémieux und Ludovic Halévy ist so erfolgreich, dass Offenbach es 1868 auf vier Akte erweitert.
- 00. März: Die Erstaufführung der Pariser Fassung von Richard Wagners Tannhäuser und der Sängerkrieg auf Wartburg, die von Pierre-Louis Dietsch als Dirigent geleitet wird, gerät zu einem derartigen Fiasko, dass die Produktion nach nur drei Aufführungen abgesetzt werden muss. Hauptgrund dafür ist, dass Wagner bei der Bearbeitung seiner Oper als Zugeständnis an den Geschmack des französischen Publikums zwar eine Balletteinlage eingebaut hat, aber untypischerweise gleich zu Beginn der Oper, und nicht wie in französischen Opern in dieser Zeit üblich, im zweiten Akt. Schon vor der Aufführung ist es zu Auseinandersetzungen zwischen Wagner und dem Dirigenten gekommen.
- 31. Mai: Die Opernparodie M. Choufleuri restera chez lui le... (Herr Blumenkohl bleibt zu Hause am …) von Jacques Offenbach wird in einem geschlossenen Kreis in der Présidence du Corps Législatif im Palais Bourbon in Paris in Anwesenheit von Napoleon III. uraufgeführt. Das Libretto stammt von M. de St Rémy (Duc de Morny). Bereits am 17. Oktober kommt in Wien bei Karl Treumann eine deutsche Version auf die Bühne des Quai-Theaters.
- 29. August: Nach einer konzertanten Uraufführung durch den Wiener Singverein am 1. März erfolgt die szenische Uraufführung des Singspiels Die Verschworenen oder Der häusliche Krieg von Franz Schubert fast 33 Jahre nach dem Tod des Komponisten in Frankfurt am Main. Das Libretto stammt von Ignaz Franz Castelli. Schubert hat auf die Aufführung des 1823 entstandenen Werks verzichtet, nachdem der Berliner Komponist Georg Abraham Schneider mit dem gleichen Stoff einen Erfolg gefeiert hat.
- 17. Oktober: Die Operette Apothicaire et perruquier von Jacques Offenbach wird in Paris (Bouffes-Parisiens, Salle Choiseul) erstmals gespielt. Das Libretto stammt von Élie Frébault.
- 30. November: Die Oper The Puritan's Daughter von Michael William Balfe wird in der Italienischen Oper im Covent Garden in London uraufgeführt.
- 10. Dezember: Mit dem Werk Le roman comique wird bereits das fünfte Bühnenwerk des Jahres des Komponisten Jacques Offenbach herausgebracht. Die Uraufführung findet wieder in Paris im Theater Bouffes-Parisiens, (Salle Choiseul) statt. Das Libretto stammt von Hector-Jonathan Crémieux and Ludovic Halévy.

Weitere Bühnenwerksuraufführungen
- Friedrich von Flotows Ballett Der Tannkönig, ein Weihnachtsmärchen kommt in Schwerin zur Uraufführung.
- Die zweiaktige Zarzuela Llamada y tropa von Emilio Arrieta nach einem Libretto von Antonio García Gutiérrez gelangt zur Uraufführung.
- Franz von Suppè schreibt die Bühnen bzw. Theatermusiken zu folgenden acht Theaterstücken: (1) Ein Loch in der Hölle von Johann Schönau; (2) Der politische Schuster von O. F. Berg; (3) Ein Faschingsdonnerstag in Venedig von Giovanni Golinelli (Choreographie); (4) Der Höllen-Candidat von Blank und Bernhofer; (5) Wiener Nachtfalter von Ludwig Gottsleben; (6) Ein Schwindler von Johann Heinrich Mirani; (7) Reise durch die Märchenwelt von Anton Bittner und (8) Die Wunderkinder aus Californien von Karl Swiedack.

### Weitere Ereignisse

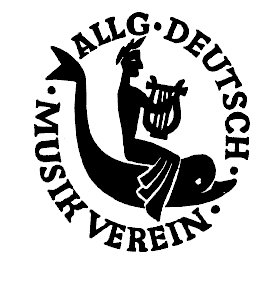
Allgemeiner deutscher Musikverein

- 4.–8. August: In Weimar findet die zweite Tonkünstlerversammlung statt. In der Sitzung vom 7. August wird der Allgemeine deutsche Musikverein gegründet. Gründungsmitglieder sind unter anderem Louis Köhler, Franz Brendel sowie Franz Liszt, der Weimar wenig später verlässt.
- 01. September: Am Opernhaus am Hagenmarkt in Braunschweig erfolgt mit Mozarts Zauberflöte die letzte Aufführung. Am 1. Oktober wird die neue Spielstätte am Steinweg eingeweiht.

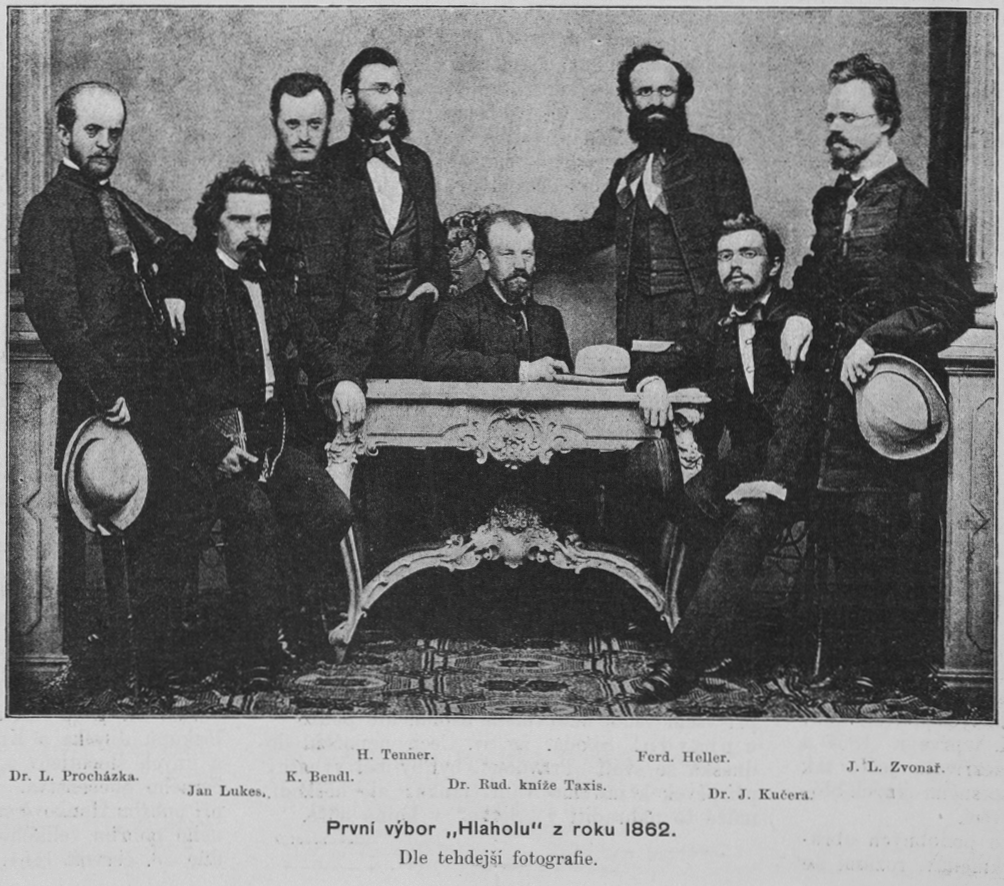
Das Komitee von Hlahol 1862

- 02. Oktober: In Prag wird offiziell der Männerchor Hlahol gegründet, der allerdings schon seit Juni besteht.
- 26. Oktober: Ernst Leberecht Fischer gründet in Markneukirchen eine Trommel-Manufaktur, die heutige Lefima.
- Léon Minkus wird Violinsolist am Bolschoi-Theater.

## Geboren

### Januar bis Juni
- 02. Januar: Sofie Röhr-Brajnin, polnisch-deutsche Opernsängerin († 1937)
- 05. Januar: Heinrich G. Noren, österreichischer Komponist, Violinist und Musikpädagoge († 1928)
- 19. Januar: George Whitfield Andrews, US-amerikanischer Komponist, Organist und Musikpädagoge († 1932)
- 22. Januar: Karel Stecker, tschechischer Musiktheoretiker und -pädagoge, Organist und Komponist († 1918)
- 30. Januar: Charles Martin Loeffler, deutsch-US-amerikanischer Komponist, Geiger und Bratschist († 1935)
- 05. Februar: Bjarnat Krawc, sorbischer Komponist († 1948)
- 16. Februar: Antonietta Dell’Era, italienische Ballerina, erste „Zuckerfee“ († 1945)
- 16. Februar: Ángel Villoldo, argentinischer Tangokomponist und -dichter († 1919)
- 21. Februar: Pierre de Bréville, französischer Komponist († 1949)
- 22. Februar: Gustav Lange, norwegischer Komponist, Geiger und Musikpädagoge († 1939)
- 28. Februar: Clotilde Cerdá, spanische Harfenistin und Komponistin († 1926)
- 04. März: Franz Xaver Engelhart, deutscher katholischer Priester, Kirchenmusiker, Chorleiter und Komponist († 1924)
- 06. März: Patrick Joseph McCall, Dichter, Autor und Musiker († 1919)
- 08. März: Francis Lodowick York, US-amerikanischer Organist, Komponist und Musikpädagoge († 1955)
- 14. März: Everett Ellsworth Truette, US-amerikanischer Organist, Komponist, Musikverleger und Autor († 1933)
- 25. März: Richard Robert, österreichischer Pianist, Komponist, Musikkritiker und Musikpädagoge († 1924)
- 31. März: Cabbar Qaryağdıoğlu, aserbaidschanischer Mughamsänger († 1944)
- 07. April: Clara Novello Davies, walisische Gesangslehrerin und Chorleiterin († 1943)
- 08. April: Stanislao Gastaldon, italienischer Komponist († 1939)
- 11. April: Émile Bouichère, französischer Organist († 1895)
- 25. April: Marco Enrico Bossi, italienischer Organist und Komponist († 1925)
- 25. April: Rudolf Dittrich, österreichischer Musiker († 1919)
- 27. April: Georgi Catoire, russischer Komponist († 1926)
- 30. April: Heinrich Schmidt, deutscher Komponist, Musikwissenschaftler und Musikpädagoge († 1923)
- 13. Mai: Oscar Niemann, deutscher Sänger, Komponist und Porträtmaler († 1893)
- 15. Mai: Augustin Savard, französischer Komponist und Musikpädagoge († 1942)
- 24. Mai: Marie Gallison-Reuter, deutschamerikanische Schullehrerin, Sängerin, Musikpädagogin, Chorleiterin sowie Schwester der Kaiserswerther Diakonie († 1954)
- 12. Juni: Edmond Missa, französischer Komponist († 1910)
- 15. Juni: Ernestine Schumann-Heink, österreichische Opernsängerin († 1936)
- 17. Juni: Sidney Jones, englischer Komponist und Dirigent († 1946)
- 18. Juni: August Weiß, deutscher Pianist, Komponist, Pädagoge und Musikprofessor († 1941)
- 20. Juni: Augustus Edward Jessup, US-amerikanischer Privatier, Komponist und Kunstsammler († 1925)
- 22. Juni: John Lemmoné, australischer Flötist, Komponist und Musikmanager († 1949)
- 27. Juni: Fanny Davies, englische Pianistin, Klavierlehrerin und Schülerin Clara Schumanns († 1934)
- 30. Juni: Adelina Stehle, österreichische Opernsängerin († 1945)

### Juli bis Dezember
- 12. Juli: Anton Arenski, russischer Komponist († 1906)
- 14. Juli: J. J. Ryffel, Schweizer Musiklehrer und Dirigent († 1935)
- 16. Juli: Franz von Blon, deutscher Komponist und Dirigent († 1945)
- 19. Juli: Heinrich van Eyken, deutscher Komponist und Musikpädagoge († 1908)
- 31. Juli: Wilhelm Busch, deutscher Instrumentenbauer († 1929)
- 06. August: Rudolf Raab, deutscher Bühnen- und Filmschauspieler, Charakterkomiker und Sänger († 1940)
- 23. August: Flavio F. Carlos, mexikanischer Musikpädagoge und -wissenschaftler († 1944)
- 31. August: Alexandre-M. Clerk, kanadischer Komponist und Dirigent († 1932)
- 15. Oktober: Louis Rée, Pianist, Komponist sowie Professor für Klavier und Komposition in Wien († 1939)
- 30. November: Hermann Drechsler, deutscher Liederkomponist († 1935)
- 30. November: Ludwig Thuille, österreichischer Komponist († 1907)
- 05. Dezember: Albert Roth-de Markus, Schweizer Musiker, Komponist, Erfinder, Schriftsteller, Verleger, Filmregisseur und Unternehmer († 1927)
- 18. Dezember: Bernhard Pfannstiehl, deutscher Organist und Kirchenmusikdirektor († 1940)
- 20. Dezember: Ludwig Sauer, deutscher Organist († 1940)
- 27. Dezember: Luise Greger, deutsche Komponistin († 1944)

### Genaues Geburtsdatum unbekannt
- Miquel Ferrer i Ramonatxo, katalanischer Komponist, Organist und Kapellmeister († 1912)

## Gestorben
- 16. Januar: Georg Heinrich Lux, deutscher Schullehrer, Organist und Komponist (* 1779)

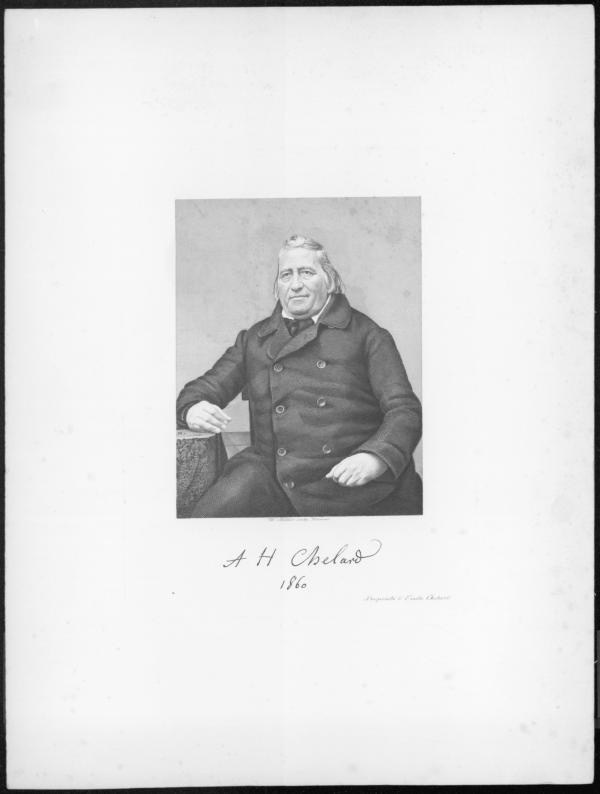
Hippolyte Chelard; † 12. Februar

- 12. Februar: Hippolyte Chelard, französischer Komponist (* 1791)
- 17. März: Per Conrad Boman, schwedischer Komponist (* 1804)
- 04. April: Heinrich Neumann, deutscher Klarinettist (* 1792)
- 18. April: Heinrich August Neithardt, deutscher Komponist (* 1793)
- 03. Mai: Anthony Philip Heinrich, US-amerikanischer Komponist (* 1781)
- 05. Mai: Madeleine Nottes, deutsche Opernsängerin (* 1823)
- 03. Juni: Georg Flohr, deutscher Musiker und Komponist (* 1802)
- 05. Juni: Tomás Genovés y Lapetra, spanischer Opern- und Zarzuelakomponist (* 1805)
- 11. August: Catherine Hayes, irische Opernsopranistin (* 1818)
- 23. August: Carl Friedrich August Naber, niederländischer Orgelbauer deutscher Herkunft (* 1796)
- 26. August: Johan Fredrik Berwald, schwedischer Komponist (* 1787)

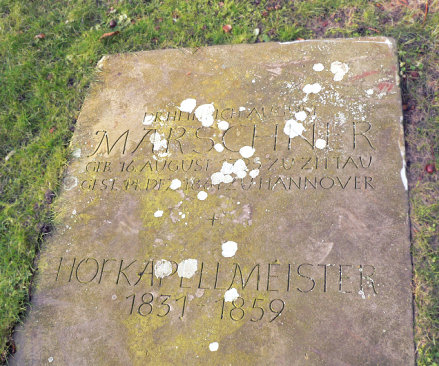
Grab Heinrich Marschners auf dem Neustädter Friedhof in Hannover

- 01. September: Maximiliane von Blittersdorf, deutsche Pianistin (* 1802)
- 13. September: Toussaint Poisson, französischer Komponist und Musikpädagoge (* 1797)
- 20. September: Maximilien Simon, französischer Komponist und Staatsbediensteter (* 1797)
- 24. Oktober: Elise Frösslind, schwedische Opernsängerin und Schauspielerin (* 1793)
- 01. November: Elisabeth Dermer, österreichische Opernsängerin (* 1805)
- 04. Dezember: José María Bustamante, mexikanischer Komponist (* 1777)
- 14. Dezember: Heinrich Marschner, deutscher Komponist (* 1795)
- 18. Dezember: Ernst Anschütz, deutscher Lehrer, Organist, Dichter und Komponist (* 1780)
- 24. Dezember: Carl Gottlieb Bellmann, deutscher Musiker (* 1772)